# بوجنیبه
بوجنیبه (به فرانسوی: Boujniba) یک منطقهٔ مسکونی در مراکش است که در Khouribga Province واقع شده‌است.
 بوجنیبه  ۱۵٬۰۴۱ نفر جمعیت دارد.